# 安普迪亚
安普迪亚，是西班牙卡斯蒂利亚-莱昂帕伦西亚省的一个市镇。 总面积133平方公里，总人口670人（2001年），人口密度5人/平方公里。